# یانکی (استان وارمی-ماسوری)
یانکی (به لاتین: Janki) یک روستا در لهستان است که در گمینا گووداپ واقع شده‌است.